# Tschechoslowakische Armee
Die Tschechoslowakische Armee (tschechisch Československá armáda) war das Militär der Tschechoslowakischen Republik. Sie bestand aus Heer, Luftstreitkräften und einer auf Flussschiffe begrenzten Marine. In ihren drei Teilstreitkräften dienten ungefähr 200.000 Soldaten und zusätzlich noch 50.000 Reservisten (Stand 1937). Die Tschechoslowakische Armee war vor dem Münchner Abkommen eine der schlagkräftigsten Armeen Mitteleuropas. 1992 teilte sie sich in die Streitkräfte der Tschechischen Republik und Streitkräfte der Slowakischen Republik auf.

## Geschichte
Aus den nach dem Ende des Ersten Weltkriegs heimkehrenden Einheiten der Tschechoslowakischen Legionen wurde 1918 die neue Tschechoslowakische Armee gegründet. Eine wesentliche Aufgabe spielte dabei Frankreich: die ab Februar 1919 in der Tschechoslowakei wirkende Französische Militärmission half tatkräftig bei der Bildung des Generalstabs der Armee (der Kommandant der Militärmission stellte in den ersten Jahren den Stabschef), die Militärmission hat sich auch für die Gründung der Kriegshochschule Vysoká škola válečná eingesetzt und diese nach dem Vorbild der französischen École supérieure de guerre aufgebaut.
Seit Anfang an wurde die Armee durch das Ministerium für die nationale Verteidigung (ministerstvo národní obrany) geleitet. Lediglich in der Zeit 1918/1919 gab es eine Ausnahme: Das in der Vorläufigen tschecho-slowakischen Regierung (14. Oktober 1918 bis 14. November 1918) errichtete Ministerium für das Militärwesen (ministerstvo vojenství) a) mit Štefánik als Minister an der Spitze wurde auch durch die Regierung Karel Kramář (4. November 1918 bis 8. Juli 1919) übernommen und war für die tschechoslowakischen Armeeeinheiten im Ausland, d. h. für die Tschechoslowakischen Legionen zuständig; dieses Ministerium wurde nach Štefániks Tod im Mai 1919 de facto aufgelöst. Das in dieser Regierung eingerichtete Ministerium für die nationale Verteidigung (mionisterstvo národní obrany) war dann zuerst für die Armeeeinheiten der neu gegründeten Tschechoslowakischen Armee im Inland zuständig und war dann in den folgenden Jahren das einzige Ministerium, das für die Belange der Armee und der Verteidigung zuständig war.

### 1918 bis zur Mobilmachung 1938

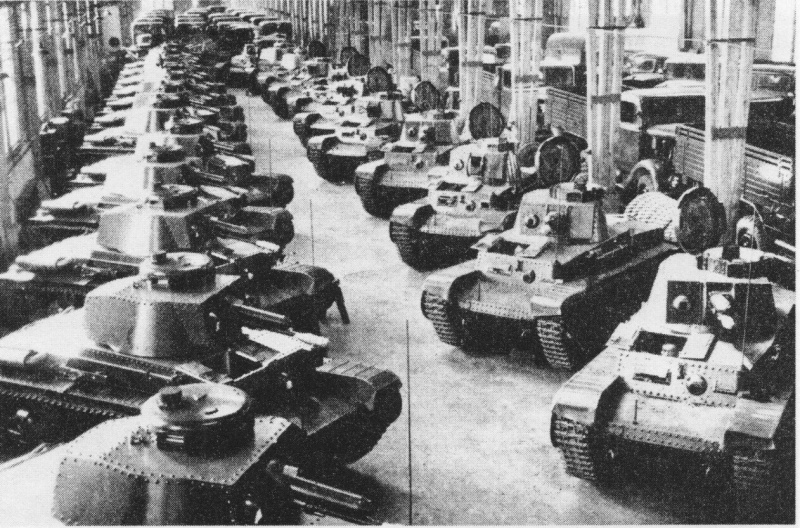
Panzer der Tschechoslowakischen Armee während der Mobilmachung 1938

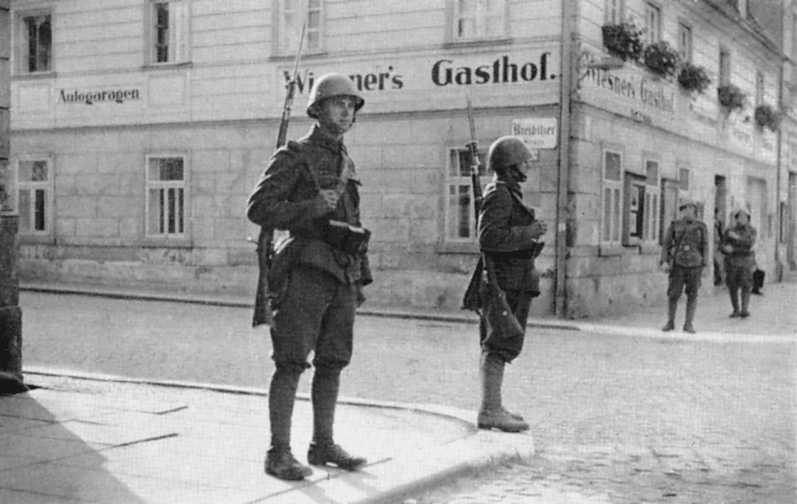
Tschechoslowakische Soldaten in Schönlinde (Krásná Lípa) 1938

Die sich formierende Tschechoslowakische Armee besetzte 1919 die deutschsprachigen Gebiete Böhmens und Mährens, die von Deutschösterreich beansprucht wurden. Im Polnisch-Tschechoslowakischen Grenzkrieg besetzte sie das Olsagebiet, das als Teil des früheren Herzogtums Teschen ganz von Polen beansprucht wurde.
In der Zwischenkriegszeit hatten die tschechoslowakischen Streitkräfte nach den massiven Aufrüstungen in den 1920er Jahren 1935 eine Personalstärke von 220.000 Soldaten und zusätzlich noch 50.000 Reservisten, in 17 Infanteriedivisionen und 4 schnellen Divisionen. Die Einheiten wurden aufgrund des hohen Budgets gut ausgerüstet und hervorragend ausgebildet. Das Oberkommando war vor allem im Königreich Jugoslawien sehr angesehen und schloss später ein Bündnis mit diesem und mit dem Königreich Rumänien. Die Verteidigungspläne waren durch den tschechoslowakischen Wall vorerst gesichert. Der Verteidigungshaushalt war nicht begrenzt und wurde durch die eigene Herstellung von Waffen nicht belastet und erlaubte einen großen Spielraum für andere militärische Interessen.
Der Mobilmachungsplan von 1936 sah die Einberufung von 972.747 Soldaten vor. Darunter waren 718.230 tschechoslowakischer, 192.844 deutschböhmischer und 61.671 ungarischer Abstammung. Die Slowaken stellten unter den Offizieren nur 3,6 bis 5 %.
Während der Sudetenkrise fand Ende September 1938 eine Mobilmachung der Tschechoslowakischen Armee statt, bei der auch die Angehörigen der deutschböhmischen Volksgruppe einberufen wurden. Das Münchner Abkommen beendete die Phase akuter Kriegsgefahr, indem die deutschböhmischen Gebiete mit dem Stichtag 1. Oktober 1938 an Deutschland stufenweise angegliedert wurden. Die tschechoslowakische Armee hörte faktisch mit dem 15. März 1939 auf zu existieren, als Deutschland den verbliebenen Teil der Tschechoslowakei als Protektorat Böhmen und Mähren gewaltsam ins Deutsche Reich eingliederte.

### Tschecho-Slowakei 1938/1939
Nach dem Münchner Abkommen marschierte das Heer (Wehrmacht) in das Sudetenland ein und erbeutete die Systeme des Walls. Die Tschechoslowakische Armee verließ daraufhin die Sudetengebiete und begann mit der Errichtung neuer Staatsgrenzen.

### Okkupation und Zweiter Weltkrieg
Im März 1939 verschwand die Tschechoslowakei von der Landkarte Europas. Die Tschechoslowakische Armee, die nur wenig Widerstand gegen die Okkupation des Landes geleistet hatte, wurde aufgelöst – wobei einige Einheiten sich in die Nachbarländer Polen und Rumänien absetzten. Bis zum Mai 1939 kämpften weitere Einheiten in der Karpatenukraine gegen die ungarischen Streitkräfte und versuchten, die Karpatenukraine wieder unter ihre Kontrolle zu bringen. 1940 wurde kurz nach der Gründung der Tschechoslowakischen Exilregierung die Tschechoslowakische Exilarmee in London aufgestellt. Sie kämpfte während des Zweiten Weltkrieges in Europa, Afrika und Vorderasien auf der Seite der Alliierten.
Im November 1943 war die tschechoslowakische Brigade mit rund 3500 Soldaten unter der Führung von Oberst Ludvík Svoboda an Rückeroberung von Kiew durch die Sowjets beteiligt.
Im August 1944 beteiligte sich die Armee am Slowakischen Nationalaufstand gegen die Marionettenregierung der Ersten Slowakischen Republik. Am 4. April nahm die Rote Armee zusammen mit tschechoslowakischen Legionen Bratislava und Prag am 9. Mai 1945 ein. In der Hauptstadt kam es zwischen dem 5. und 9. Mai zum Prager Aufstand. Die Besetzung Prags durch die Rote Armee und die Legionen am 9. Mai beendete auch den Kampf des tschechoslowakischen Widerstands gegen die Deutschen. Auf dem Gebiet des Protektorats wurde eine sogenannte Regierungstruppe des Protektorats Böhmen und Mähren, tschechisch Vládní vojsko, aufgestellt. Es war eine Scheinarmee; sie sollte die Aufgaben einer Armee allerdings nur teilweise wahrnehmen: sie sollte vor allem die innere Ruhe aufrechterhalten, Verteidigungsaufgaben wurden nur angedacht.

### Nach 1945 und Waffenlieferungen an Israel
Am 25. Mai 1945 wurde von der vorläufigen Organisation der tschechoslowakischen Streitkräfte, der Tschechoslowakischen Exilarmee, eine neue Armee aufgestellt. Hierbei handelte es sich um alle tschechoslowakischen Soldaten, die im Zweiten Weltkrieg gegen den Nationalsozialismus an allen Fronten gekämpft und die Alliierten unterstützt hatten. Als Tschechoslowakische Korps aus der UdSSR im Oktober 1944 die Karpatenukraine einnahmen, begann das Militär eine Mobilmachung der Bevölkerung des Landesteils und zog fast alle wehrfähigen Einwohner ein. Im Kaschauer Programm wurde die Zusammenarbeit mit der Sowjetunion festgeschrieben. Im Mai 1945 war die wiederaufgestellte tschechoslowakische Armee in über 16 Infanteriedivisionen unterteilt, ergänzt durch mehrere Panzerkorps und Artilleriedivisionen. Die Stärke der Armee umfasste im März 1946 ca. 750.000 Soldaten. Jedoch fehlte es an Material und Geld. Nach dem Krieg wurde die Armee zusätzlich mit der Durchführung der Vertreibung der Deutschen beauftragt. 1947 wurde die Personalstärke der Armee stark reduziert und eine Reihe von Einheiten verschwand. Nach dem kommunistischen Februarumsturz wurden viele Offiziere der Armee entlassen und durch pro-kommunistische ersetzt. Zusätzlich wurden in politischen Schauprozessen Generäle, die im Zweiten Weltkrieg auf der Seite der Westmächte gekämpft hatten, verurteilt.

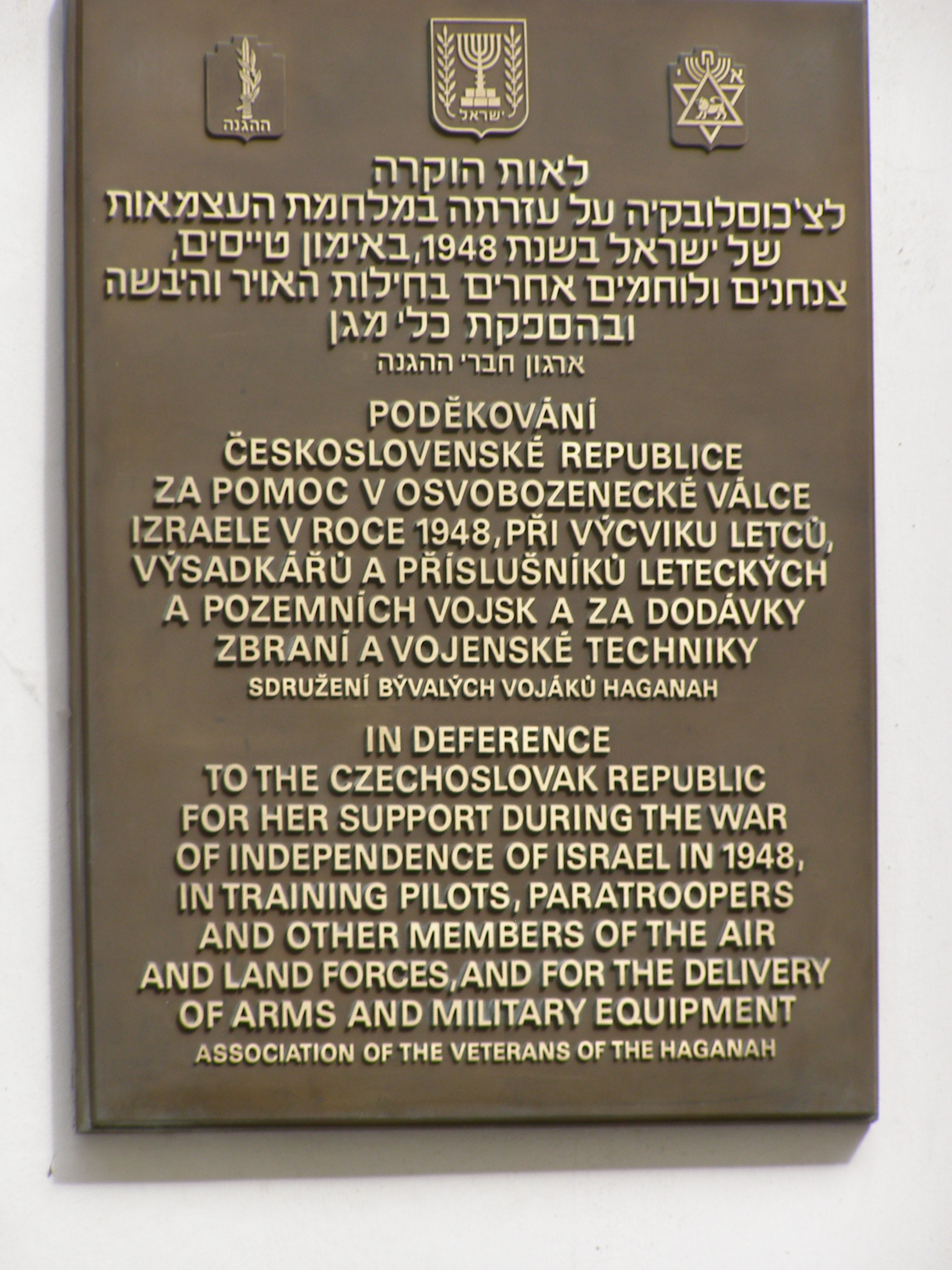
Gedenktafel mit Danksagung für die tschechoslowakische Hilfe an Israel im Befreiungskrieg 1948

Zwischen Juni 1947 und 31. Oktober 1949 lieferte die Tschechoslowakei der Israelischen Armee Waffen und trainierte deren Kampfpiloten. Die Waffenlieferungen umfassten 25 S-199-Jagdflugzeuge, 200 MG-34-Maschinengewehre, 4500 P18-Gewehre (ein modifizierter K98-Nachbau) und 50.400.000 Schuss Munition. Für die Waffen und Leistungen zahlte Israel rund 700 Millionen US-Dollar.

### Tschechoslowakische Volksarmee (1954–1990)

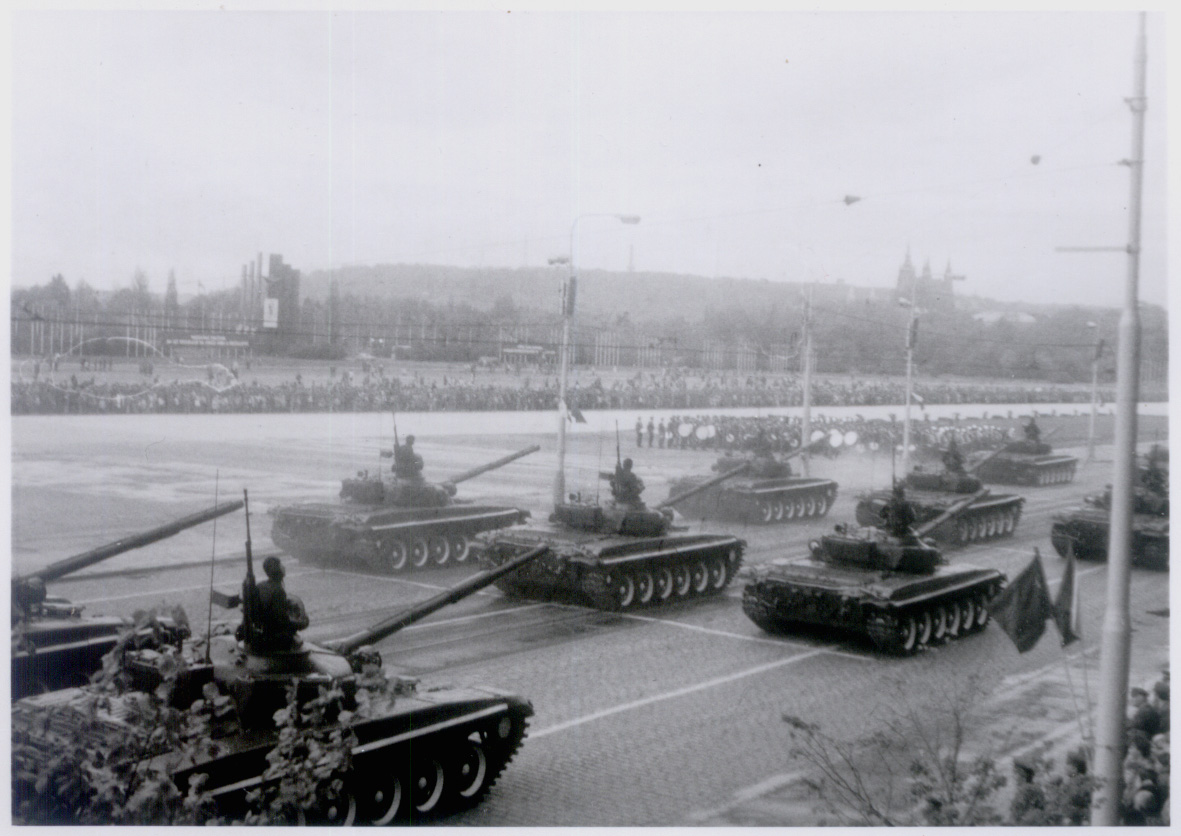
Militärparade in Prag mit T-72-Panzer, 9. Mai 1985

Nach dem Februarumsturz der KSČ 1948 wurde die Armee auf 200.000 Soldaten abgerüstet. 1954 wurde sie in Československá lidová armáda, abgekürzt ČSLA (dt.: Tschechoslowakische Volksarmee) umbenannt und trat 1955 dem Warschauer Pakt bei. Den Einmarsch von Truppen des Warschauer Paktes am 21. August 1968 im Kontext des so genannten Prager Frühlings nahm sie widerstandslos hin. Als in der Nacht zum 21. August die Truppen der Bruderstaaten in die Tschechoslowakei einfielen, gab Staatspräsident Svoboda gegen fünf Uhr morgens den Befehl: „Bleibt in den Kasernen“.
1990 änderte die ČSLA ihren Namen wieder in Tschechoslowakische Armee.

### Abrüstung und Teilung
Nach der Samtenen Revolution 1989 verschlechterte sich die wirtschaftliche Lage der Tschechischen und Slowakischen Föderativen Republik rasant. Als Teil des Sparprogramms der tschechoslowakischen Regierung wurde die Tschechoslowakische Armee von 200.000 Soldaten auf 180.000 Soldaten abgerüstet. Am 25. Dezember 1992 wurde die Armee in Folge der Landesteilung der Tschechoslowakischen Republik in die Streitkräfte der Tschechischen Republik und die Streitkräfte der Slowakischen Republik aufgeteilt.